# 플루오린화 나트륨
플루오린화 나트륨, 플루오르화 나트륨 또는 플루오린화 소듐은 나트륨의 플루오린화물로, NaF의 화학식을 가지는 무기 화합물이자 이온 결합 물질이다. 표준 온도 압력에서 무색, 무취의 고체로 존재한다. 나트륨과 같은 족에 있는 칼륨의 플루오린화물인 플루오린화 칼륨에 비해 값이 싸고 흡습성이 적어 다양한 분야에서 플루오린 이온(F-)을 공급하는 데 쓰인다.

## 같이 보기
- 플루오린화 칼륨

용해도 오타
40.4g/100ml -> 40.4g/1000ml 로 변경

영문 위키 백과 참조.
36.4 g/L (0 °C)
40.4 g/L (20 °C)
50.5 g/L (100 °C)